# 清水貴彦
清水 貴彦（しみず たかひこ、1980年8月28日 - ）は、日本の元キックボクサー。埼玉県出身。身長172cm、体重75kg。超越塾所属。元WPMF世界ミドル級＆全日本キックボクシング連盟同級王者。

## 来歴
2000年11月、中村高明に判定勝ち。
2001年、後藤龍治に押し気味の判定ドロー。2001年12月、新田明臣に判定ドロー。
2002年4月、加藤督朗に判定ドロー。2002年7月、大野崇に判定勝ち。2002年10月、佐藤嘉に判定負け。
2003年7月、ガオラン・カウイチットに判定ドロー。
2004年5月、フェリー・マニアティスに勝ち。2004年12月、我龍真吾に判定勝ち。